# Polietilenă

Formula Polietilenei în 2D

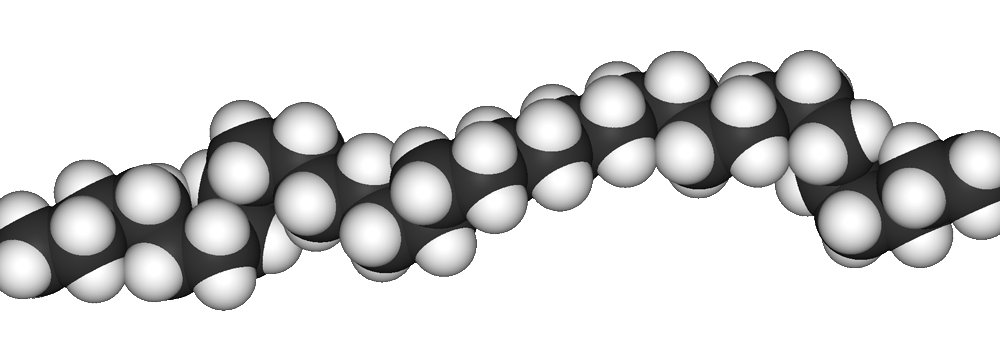
Reprezentarea tridimensională a polietilenei

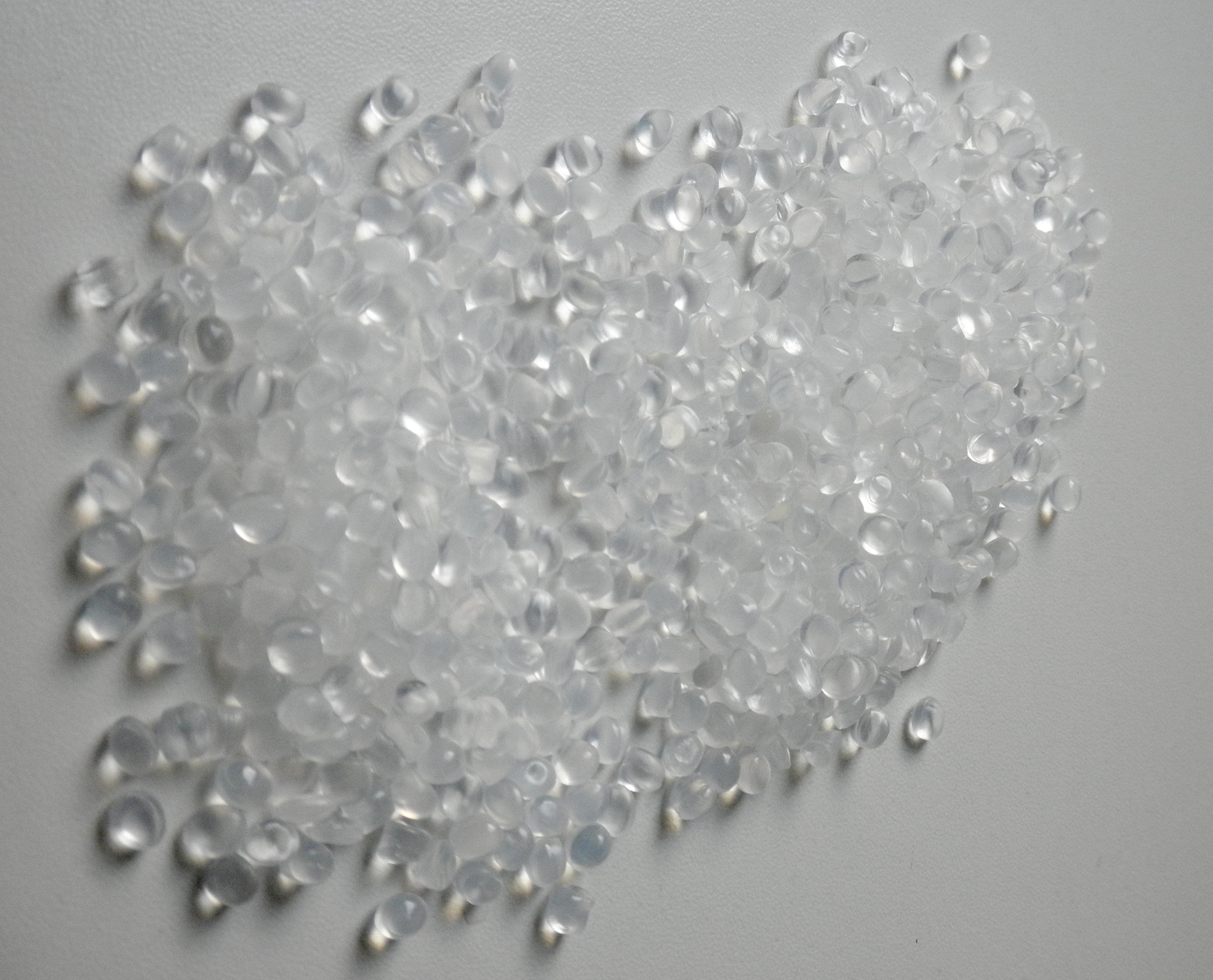
Polietilena obținută, care apoi se prelucrează sub diferite forme

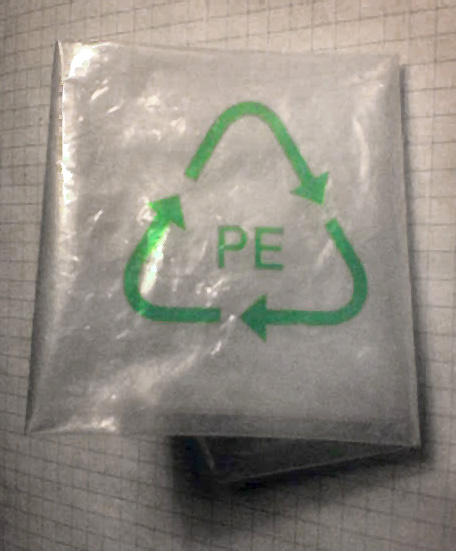
Pungă fabricată din polietilenă

Polietilena (abreviată PE) sau polimetilenă este un polimer termoplastic semicristalin de culoare albă sau semiotransparentă, materialul plastic cel mai răspândit, obținut prin procesul de polimerizare, fiind produsă de industria petrochimică. Producția anuală în lume este de aproximativ 80 milioane tone.

## Titlu
Tipuri de polietilenă în funcție de densitate, construcția lanțului molecular
PEX sau XLPE - polietilenă reticulată
PE-LD – polietilenă cu densitate mică 
PE-LLD – polietilenă cu densitate liniară joasă (densitatea: 0,915–0,925 g/cm3).
PE-LMD – polietilenă mediu densificată (densitatea: 0,926–0,940 g/cm3).
PE-HD – polietilenă de mare densitate 0,97 g/cm3)
PE-HD-HMW - polietilenă înalt densificată (de înaltă densitate) cu masa moleculară ridicată 
PE-HD-UHMV - polietilenă înalt densificată cu masă moleculară foarte ridicată  etc.

## Utilizări
- material de ambalaj (pungi de plastic, membrană, folie, containere etc.}
- plăci extrudate (care se pot freza, termosuda, termoforma), din care se pot fabrica compostatoare, uși, site industriale, roți dințate cu auitogresare, rafturi
- țevi și fitinguri
- folii
- bare
- elemente de alunecare (în industria alimentară, jgheaburi, canale)

Formula chimică a polietilenei este (C2H4)n. Din formula chimică „n” poate lua diferite valori, iar diferite materiale plastice se obțin prin amestecarea a diferitelor tipuri de polietilenă cu valori „n” diferite.

## Proprietăți fizice
Polietilena este un polimer termoplastic, format din lanțuri lungi de hidrocarburi. Punctul de topire depinde de tipul polietilenei, valorile tipice fiind în gama 120 - 130 °C. Punctul de topire pentru polietilena de joasă densitate pentru uz comun este 105 - 115 °C.

## Proprietăți chimice
Are o excelentă rezistență chimică, este rezistentă la acizi, baze, oxizi.
Polietilena arde încet cu o flacără albastră cu vârf galben și emană un miros de parafină.
Se dizolvă în hidrocarburi aromatice ca de exemplu toluenul și xilenul sau solvenți clorurați.